# Шлезвізьке герцогство
Шле́звізьке ге́рцогство (нім. Herzogtum Schleswig; дан. Hertugdømmet Slesvig) або Шле́звіг — історичне герцогство на півдні Ютландського півострова, засноване в XI столітті. Протягом своєї історії перебувало під контролем Данського королівства і німецьких держав. Від 1920 розділене між Данією (Південна Ютландія) і Німеччиною (Шлезвіг-Гольштейн) і в наш час становить міждержавну економічну зону ЄС Південна Ютландія — Шлезвіг (Sønderjylland/Schleswig).

## Назва
- Шле́звіг (нім. Schleswig) — найпоширеніша назва.
- Сле́свікум (лат. Slesvicum) — латинська назва.
- Сле́свіг (дан. Slesvig, ниж.-нім. Sleswig) — данська й нижньонімецька назви.
- Сла́свік (півн.-фриз. Slaswik) — північно-фризька назва.

## Історія

Історичні регіони Ютландії:
Північно-Ютландський острів (Данія) є історичною частиною Ютландії, хоча вона була відокремлена від неї, під час повені у 1825
Північна Ютландія (Данія)
Північний Шлезвіг (Данія)
Південний Шлезвіг (Німеччина)
Гольштейн (Німеччина)

Шлезвіг з найдавніших часів був населений германськими племенами, а саме: на сході — англами, в центрі — ютами, на заході — фризами. Починаючи з IV століття сюди з півночі стали вторгатися скандинаво-данські племена і витісняти англів, та ютів, що переселилися на Британські острови. Країна керувалася своїми королями. Річка Айдер складала крайню південну межу розповсюдження панування данського племені. На південь від річки Айдер починалися поселення саксонських племен (Гольштейн, Дітмарська марка тощо).
Для захисту Шлезвігу або південної Ютландії від вторгнення саксів, в 810 році королем Гетріком був споруджений прикордонний вал, так званий Даневірке, що йшов через півострів від Німецького моря до Балтійського. 850 року апостол півночі Ансгар побудував тут першу церкву в Хадебю, біля міста Шлезвіг. На початку Х ст. Шлезвіг разом з Ютландією підкорився данським королям. 934 року король Генріх I Птахолов завоював всю область між бухтою Шлей і річками Айдер і Треєне і утворив з неї німецьку Шлезвізьку марку.
948 року імператор Оттон I заснував в Шлезвізі єпископство. Протягом Х і першої чверті XI ст. Шлезвіг був яблуком розбрату між німецькими імператорами і данськими королями доти, доки 1027 року імператор Конрад II не поступився Шлезвігом королю Кануту Великому. Річки Айдер і Левенсау стали межею між німецькими і данськими володіннями. Шлезвізьке герцогство або Південна Ютландія, як до 1340 року країна називалася, управлялось данськими намісниками, переважно принцами королівської сім'ї, що з 1058 року стали носити титул герцогів.
Син данського короля Еріка I, Кнуд Лавард, ставши намісником і герцогом Шлезвіга і підкоривши вендів і ободритів, що жили по іншу сторону річки Айдер, прагнув стати незалежним від данських королів; по його наполяганню імператор Лотар II в 1129 р. дарував йому королівський титул, але в 1131 р. він був убитий своїм двоюрідним братом Магнусом. Син його, Вальдемар I Великий, в 1150 р. був зведений данським королем Свеном III в герцоги Шлезвігу, а в 1157 р. сам вступив на данський престол. Другий його син, Вальдемар II отримав в 1182 р. від брата данського короля Кнуда VI в управління Шлезвіг як особливе герцогство. Коли ж Вальдемар II, в 1202 р. вступив на данський престол, герцогство в 1218 р. був віддано третьому братові, Еріку. Після вступу ж останнього на данський престол герцогство дісталося Абелю, синові Вальдемара II Переможця (1241).
Вальдемар II ввів у Шлезвізі виданий ним для Данії законник (ютландське право). Абель 1250 року убив короля Еріка і зайняв престол Данії, але сам поліг у битві з повсталими на західному березі фризами (1252). Син Абеля, Вальдемар III, утвердився (1254) за допомогою своїх родичів по матері графів Гольштейнських в Шлезвізі, але повинен був визнати себе васалом Данії. Брат його Ерік був залучений у боротьбу за данське престолонаслідування. Король Ерік V Кліппінг вторгся в герцогство, але був розбитий (1261) при Логейді.
Зіткнення між Шлезвігом і Данією повторювалися і пізніше, причому перший часто шукав допомогу в Гольштейні, з яким його зв'язували родинні зв'язки. Внаслідок цього гольштенські графи і барони придбали в південному Шлезвізі обширні володіння. Після смерті (1272) герцога Еріка данський король Ерік V Кліппінг як сюзерен став опікуном його малолітніх синів і лише 1283 року визнав Вальдемара IV герцогом Шлезвігу. Останній 1287 року, після вбивства Еріка V, захопив острови Альзен, Ері і Фемарн, але 1295 року був змушений повернути їх Данії.
1326 року герцог Вальдемар V зайняв за допомогою свого дядька графа Гергарда Гольштейнського данський престол, поступившись Шлезвігом як данським леном Гергарду. Коли 1330 року Вальдемара V в Данії повалили, Гергард III Гольштейнський повернув йому Шлезвіг, але за умови, що у випадку якщо рід Вальдемара загасне, право спадкоємства Шлезвігу належить Гольштейнському дому. Договір цей відомий під назвою Constitutio Waldemariana. 1375 року син Вальдемара V, Генріх, помер, не залишивши потомства. Між гольштейнськими графами й Данією розгорілася боротьба за Шлезвіг. Вона закінчилася договором у Ніборзі на острові Фіонія 15 серпня 1386 року графа Гергарда VI Гольштейнського було визнано герцогом Шлезвігу (разом з північною Фрісландією).
Володіння Шлезвігом як данським леном є спадковим у рендсбурзькой лінії гольштейнського графського роду. Відтоді веде свій початок сполучене герцогство Шлезвіг-Гольштейн.
Площа (у 1864) становила 9140,4 км². Населення 406486 осіб.

## Дансько-німецька суперечка і розділ Шлезвіга

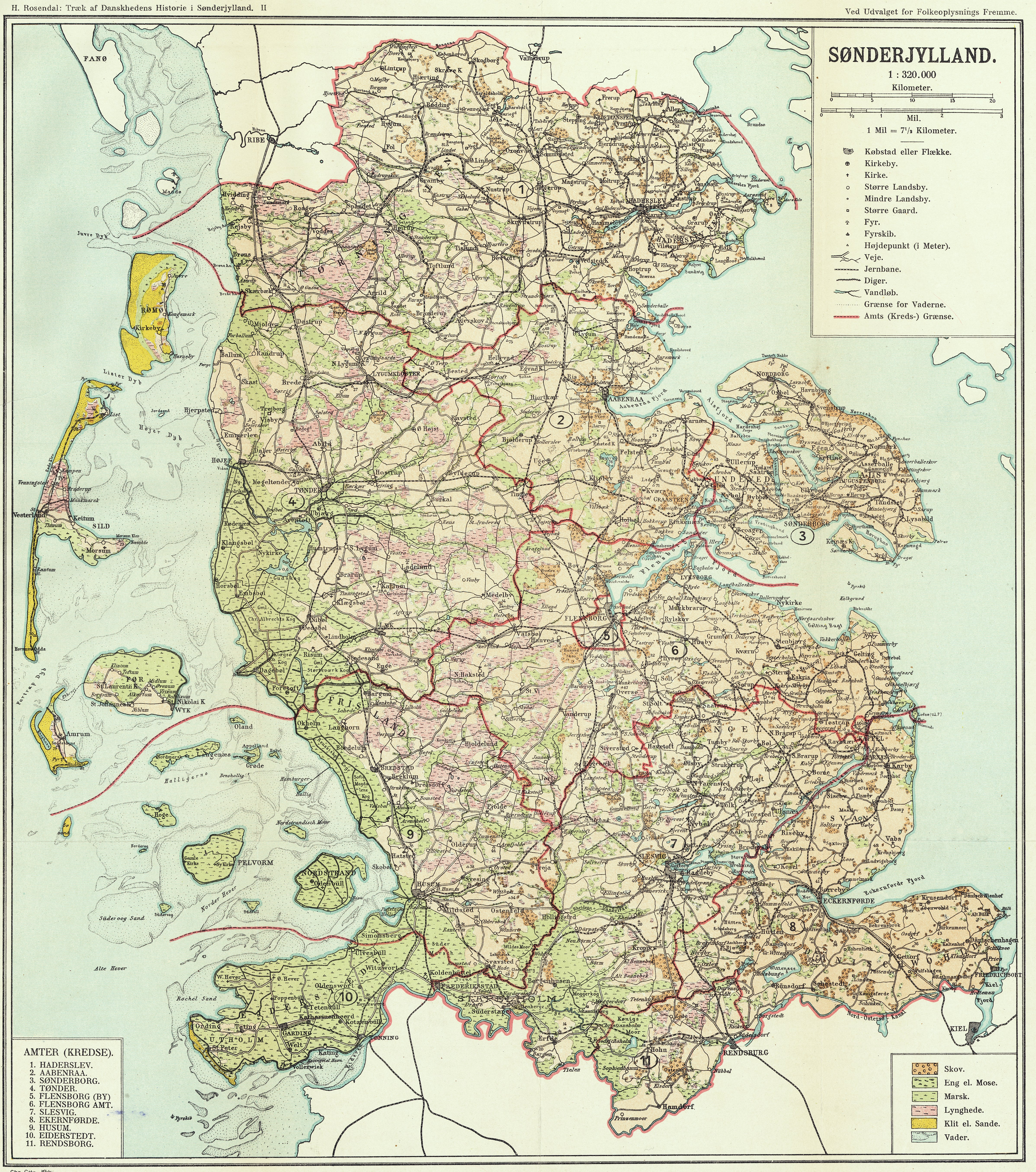
Південна Ютландія в 1918 р.

У XIX столітті Шлезвіг став ареною конфлікту між Данією і Пруссією. У 1864 по підсумках Данської війни (Другої війни за Шлезвіг) герцогство повністю увійшло до складу Пруссії, а потім була утворена прусська провінція Шлезвіг-Гольштейн.
У 1920 після Першої світової війни, яку Німеччина програла (а Данія була нейтральна), в північному і центральному секторах Шлезвіга за пропозицією Антанти були проведені плебісцити про майбутню територіальну приналежність земель. У північному Шлезвігу 80 % проголосувало за приєднання до Данії, тоді як в центральному 75 % за те, щоб залишитися у складі Німеччини; відповідно до плебісциту нова межа пройшла на південь від довоєнної.
У час Другої світової війни Третій Рейх окупував всю Данію, і місцеві нацисти стали виступати за відновлення старих меж і повернення північного Шлезвіга Німеччині. Проте Гітлер категорично висловився проти цього, оскільки не бажав ускладнювати відносин з данцями. Таким чином, дансько-німецька межа стала єдиною з нав'язаних Антантою Німеччині, на яку Гітлер так і не зробив замах.
Після війни вже в Данії лунали реваншистські голоси за подальше просування меж на південь, проте данський парламент не підтримав цієї ініціативи і навіть оголосив вотум недовір'я прем'єр-міністрові. У 1949 колишня прусська провінція Шлезвіг-Гольштейн перетворена в однойменну федеральну землю ФРН.
В даний час по обидві сторони межі в розділеному Шлезвігу є данська і німецька меншини, проте їм гарантовані культурні права, і проблем в міждержавних відносинах це не створює.
Існує міждержавна економічна зона ЄС Південна Ютландія-Шлезвіг (Sønderjylland/Schleswig).
На честь території названо астероїд 6396 Шлезвіг.